# Carnoidea
Carnoidea McAlpine, 1989, è una superfamiglia di insetti dell'ordine dei Ditteri (Brachycera: Cyclorrhapha: Acalyptratae). Corrisponde alla superfamiglia Chloropoidea sensu Hennig (1973) e comprende, secondo le fonti più o meno recenti, dalle 2700 alle 3500 specie classificate. Il numero complessivo di specie, tuttavia, sarebbe dell'ordine di 4800 unità.
La biologia e la morfologia dei Carnoidea sono piuttosto eterogenee, aspetto che del resto rende incerta e controversa la definizione delle relazioni filogenetiche e degli inquadramenti tassonomici. Questa diversità si accentua ulteriormente se si prendono in considerazione i Braulidae, ditteri singolari che hanno subito un adattamento evolutivo tale da renderne incerta l'effettiva collocazione sistematica.

## Morfologia
I Carnoidea sono insetti di piccole o piccolissime dimensioni, con corpo in genere lungo da 1 a 4-6 mm. La livrea è in genere di colore nero o, comunque scuro, eccetto le ali che sono generalmente ialine. Frequenti sono le colorazioni brillanti. Nei Chloropidae ricorrono tuttavia anche pigmentazioni zonali nel capo e nel torace. In alcune famiglie ricorre il meiotterismo, predisposto geneticamente, come nel caso dell'atterismo dei Braulidae, o provocato per automutilazione come nel caso del brachitterimo di alcuni Carnidae.
Il capo è dicoptico in entrambi i sessi, generalmente provvisto di occhi ben sviluppati e di tre ocelli, assenti nelle forme attere. La fronte è larga, spesso con triangolo frontale ben differenziato rispetto alle aree circostanti; la faccia presenta spesso depressioni più o meno profonde in cui vengono alloggiate le antenne. La chetotassi è decisamente eterogenea e, talvolta, come nel caso dei Canacidae, la sua definizione è confusa a causa della controversa interpretazione delle omologie. Alcune famiglie presentano una chetotassi marcatamente ridotta (Chloropidae, Cryptochetidae), altre più o meno ricca e complessa (es. Canacidae, Milichiidae); le vibrisse sono presenti o assenti.
Le antenne sono di tipo aristato ma di conformazione e sviluppo vari. In genere sono brevi, dirette in avanti oppure verso il basso, ma possono avere anche uno sviluppo più o meno marcato in lunghezza (Cryptochetidae) o nelle dimensioni del primo flagellomero (maschi di alcuni Milichiidae); quest'ultimo si presenta comunque generalmente globoso e più sviluppato dei due antennomeri basali. Variabile è anche la conformazione dell'arista, che può presentarsi eccezionalmente lunga fino ad emulare le antenne filiformi dei Nematoceri (Inbiomyiidae) oppure più o meno breve, vestigiale o del tutto assente (Acartophthalmidae, Braulidae, Cryptochetidae).
L'apparato boccale è del tipo lambente-succhiante adatto all'assunzione di cibi liquidi o semiliquidi, rappresentati da sostanze zuccherine e essudati organici di varia natura. La conformazione e lo sviluppo sono vari. In alcuni casi si ha un notevole sviluppo dei palpi mascellari, come ad esempio nei maschi di Phyllomyza (Milichiidae).

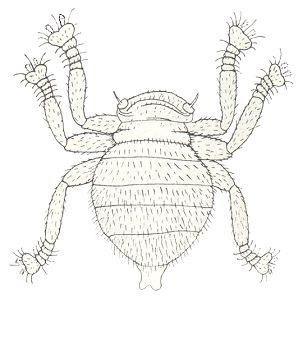
Braula sp. (Braulidae)

Il torace presenta varie conformazioni, è più o meno robusto, in genere ampio e moderatamente convesso (es. Canacidae, Milichiidae, Chloropidae) talvolta più o meno fortemente convesso (Inbiomyiidae, Cryptochetidae). Nei Braulidae presenta i segni dell'atterismo secondario, con un ridotto sviluppo e una scarsa differenziazione degli scleriti, fino ad emulare, nell'aspetto, gli uriti dell'addome. La chetotassi varia secondo la famiglia e anche all'interno di singole famiglie e può essere più o meno semplificata.
Le zampe sono di tipo ambulatorio, in generale esili, in genere senza particolari modifiche morfostrutturali, ad eccezione dei tarsi dei Braulidi e delle tibie dei maschi di alcuni Milichiidae. Assenti le setole dorso-apicali delle tibie, tipiche di alcuni Acaliptrati.
Le ali hanno varie conformazioni e colorazioni. In genere sono ben sviluppate, con profilo ovoidale, relativamente larghe e con lobo anale e alula generalmente ben conformati. La nervatura non presenta particolari differenziazioni rispetto a quella di altri gruppi di Acaliptrati, ma in alcune famiglie si riscontra una tendenza alla semplificazione delle vene e delle cellule posteriori. La costa si estende in genere fino alla media, meno frequentemente fino alla terminazione del terzo ramo della radio (parte dei Carnidae, dei Cryptochetidae e dei Chloropidae). Presenti entrambe le fratture (Australimyzidae, Carnidae, Cryptochetidae, Inbiomyiidae, Milichiidae) oppure solo l'omerale (Acartophthalmidae) o solo la subcostale (Canacidae, Chloropidae. La subcosta è più o meno completa ma generalmente debole ed evanescente nel tratto terminale, con l'eccezione degli Acartophthalmidae, in cui è bene evidente e nettamente distinta dalla radio. La radio si divide sempre in tre rami, robusti e bene evidenti: R1, R2+3 e R4+5. Il primo è in genere breve e ricurvo e termina entro il terzo prossimale del margine costale, raramente oltre (Acartophthalmidae); R2+3 e R4+5 sono in generale lunghe e terminano in posizione subapicale e apicale, ma nella generalità dei Chloropidae, la famiglia più numerosa, subiscono una curvatura più o meno marcata e terminano nella metà distale del margine costale. La media è sempre indivisa e generalmente robusta.
Il sistema cubitale-anale si presenta alquanto eterogeneo. Nella maggior parte delle famiglie si ha la conformazione ricorrente in molti Acaliptrati: CuA1 è lunga e più o meno robusta, eventualmente incompleta in un breve tratto terminale, mentre CuA2 è breve e trasversale e confluisce sulla vena A1 chiudendo la cellula cup. L'anale (o la vena A1+CuA2) si prolunga oltre la cellula cup formando una vena breve e incompleta che innerva il lobo anale. In alcune famiglie, la conformazione tipica di molti Acaliptrati subisce una semplificazione più o meno marcata, con l'assenza della vena CuA2 (alcuni Canacidae e alcuni Carnidae) o dell'anale (generalità dei Chloropidae, dei Cryptochetidae) e il ramo A1+CuA2 può ridursi ad un breve moncone o ad una piega della membrana o può mancare del tutto. La seconda anale può essere del tutto assente, ridotta alla base dell'alula oppure prolungarsi nel lobo anale, ben sclerificata o ridotta ad una piega. Le vene trasversali radio-mediale, medio-cubitale basale e medio-cubitale discale sono in genere presenti, ma nella generalità dei Cryptochetidae, dei Chloropidae e in alcuni generi dei Canacidae manca la medio-cubitale basale, con conseguente fusione della cellula discale e della prima basale. Raramente mancano entrambe le medio-cubitali, come nei generi Carnus (Carnidae) e in Paramyia (Milichiidae).
L'addome ha varie conformazioni secondo la famiglia, da sottile e cilindrico e affusolato all'apice, a largo e più o meno depresso, in alcuni casi particolarmente rigonfio. Si compone in genere di cinque o sei uriti apparenti, più raramente quattro o sette. Gli uriti terminali della femmina sono spesso telescopicamente retrattili e conformati a formare un ovopositore di sostituzione.
Gli stadi giovanili, per diverse famiglie, sono sconosciuti oppure noti solo per alcune specie. La morfologia è decisamente eterogenea a causa delle differenze che ricorrono nella biologia, sia fra le diverse famiglie sia nell'ambito di una stessa famiglia. In generale si riconducono alla forma microcefala, apoda e cilindrica, affusolata nella regione cefalo-toracica e più o meno tronca nella regione caudale. La presenza di processi respiratori, retrattili o meno, di aree ambulacrali e la struttura dell'apparato cefalo-faringeo sono variabili in funzione dell'eterogeneità dell'etologia e del regime alimentare.

## Biologia
La biologia dei Carnoidea è conosciuta solo in parte e, per alcune famiglie è completamente sconosciuta o, per lo meno, dedotta non da osservazioni dirette. Nell'ambito della superfamiglia si riscontra la tipica eterogeneità etologica ed ecologica che ricorre nella maggior parte dei gruppi dei Ditteri, con la rappresentazione della maggior parte dei comportamenti.

### Larve

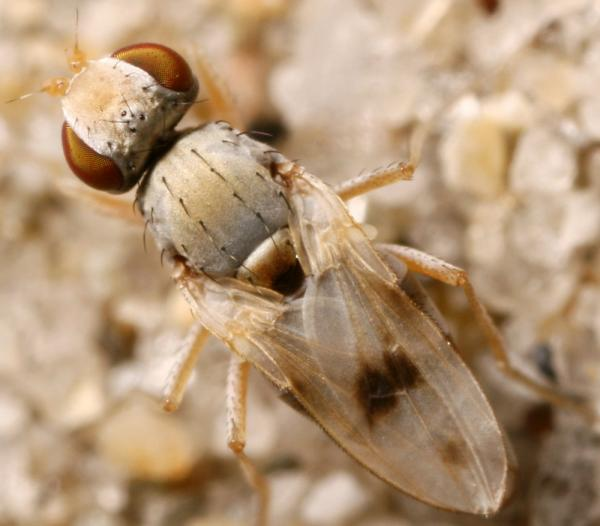
Tethina sp. (Canacidae)

Fra le larve, il comportamento trofico maggiormente diffuso, almeno nei casi accertati, è la saprofagia (Acartophthalmidae, Carnidae, Chloropidae, Milichiidae). Probabilmente saprofaghe sono anche le larve degli Australimyzidae. Sui Canacidae, le informazioni disponibili riguardano l'habitat ed è presumibile che le larve si nutrano di alghe e detriti organici. Una particolare specializzazione alimentare è quella dei Braulidae, le cui larve si sviluppano nei favi delle api a spese della cera e dei detriti organici in essa inclusi. Completamente sconosciuta è invece la biologia degli Inbiomyiidae. I substrati organici su cui si sviluppano i Carnoidea saprofagi sono di varia natura, sia vegetale sia animale: in varie famiglie, le larve si ritrovano nei residui vegetali del terreno, negli escrementi, nei resti di animali morti, nel letame, nel legno marcescente, ecc.
La fitofagia si riscontra nella famiglia dei Chloropidae, nei quali è il comportamento trofico più diffuso dopo la saprofagia. I cloropidi fitofagi sono endofiti e si sviluppano generalmente all'interno di gallerie scavate negli steli di piante erbacee, prevalentemente Poaceae e Cyperaceae; solo una parte di questi fitofagi sono galligene. Altre larve sono invece commensali di fitofagi minatori o galligeni.
La zoofagia si riscontra in alcune famiglie con una notevole eterogeneità di comportamenti. I Chloropidae comprendono specie con larve predatrici o oofaghe a spese di altri artropodi, alcune utili in quanto esercitano la loro azione predatoria nei confronti di rincoti omotteri. Le larve dei Cryptochetidae conosciute sono invece endoparassitoidi a spese di cocciniglie della sottofamiglia Monophlebinae (Rhynchota: Margarodidae). Nei Cloropidi e in altre famiglie (Milichiidae, Acartophthalmidae) la zoofagia si manifesta anche con la necrofagia, comportamento che si colloca, in ogni modo, nel contesto generale della saprofagia. La sola forma di zoofagia a spese di vertebrati si riscontra nei cloropidi del genere australiano Batrachomyia, le cui larve si sviluppano come parassite sottocutanee a spese delle rane.
Il commensalismo si riscontra in forme fondamentalmente saprofaghe che si sviluppano nei formicai (Milichiidae), nei nidi di altri imenotteri sociali (Braulidae, Milichiidae, Chloropidae), nei nidi di uccelli (Carnidae, Milichiidae), nei siti di sviluppo di insetti fitofagi (Chloropidae).

### Adulti

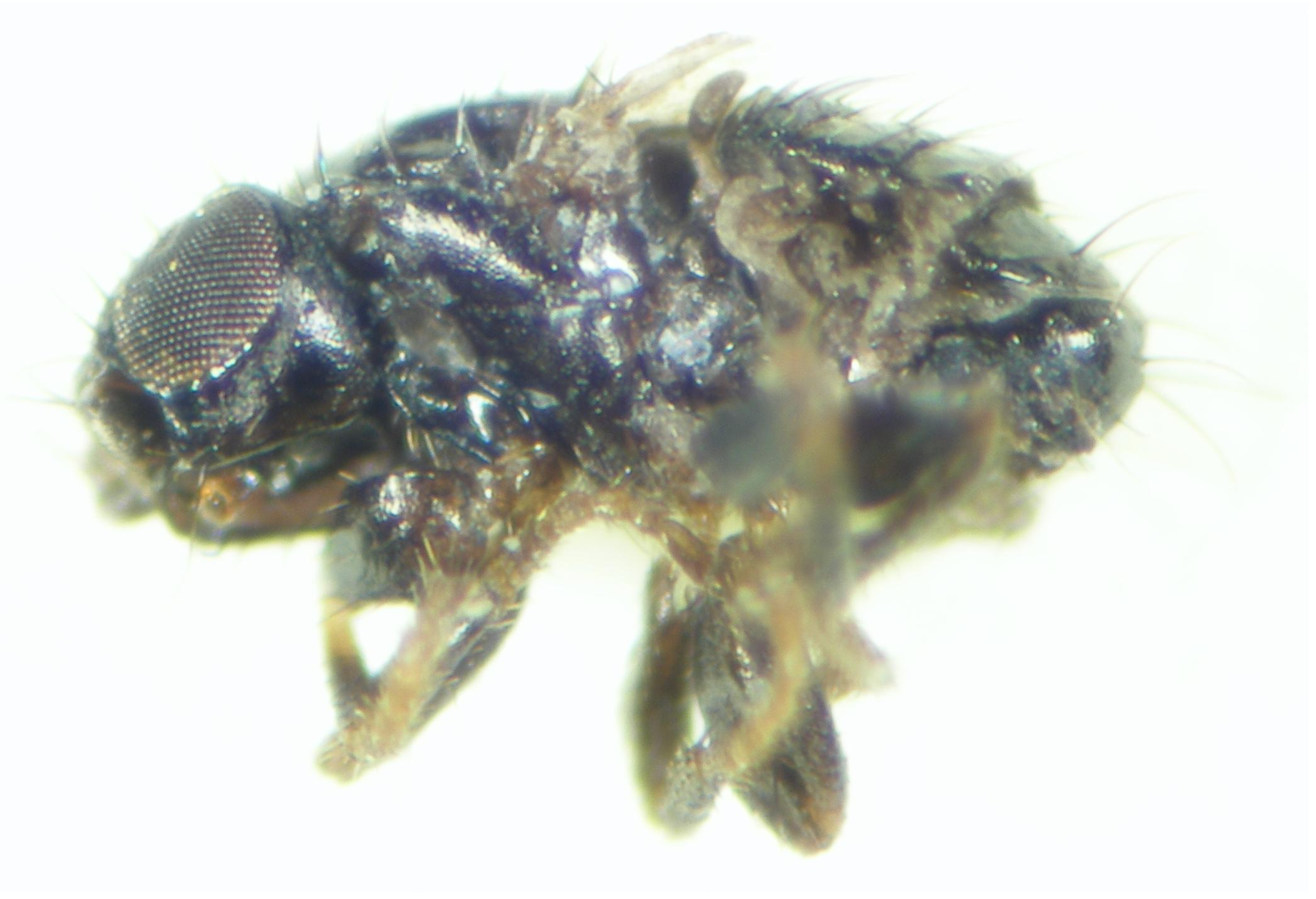
Carnus sp. (Carnidae)

Gli adulti dei Carnoidea sono prevalentemente saprofagi, con regimi dietetici più o meno specifici, ma vi si annoverano anche specie glicifaghe, in particolare fra i Milichidae, che si nutrono di nettare o di melata. In diverse famiglie sono noti e ben documentati comportamenti trofici particolari.
Il cleptoparassitismo si riscontra come adattamento specifico nei Braulidae e in alcune specie africane del genere Milichia: gli adulti dei Braulidae si nutrono del miele rigurgitato dalle api operaie o, preferibilmente, della pappa reale rigurgitata dalla regina o dalle nutrici, gli adulti di Milichia patrizii e di alcune congeneri si nutrono invece del rigurgito delle formiche operaie del genere Crematogaster. Le due forme di cleptoparassitismo, apparentemente simili, differiscono marcatamente nell'etologia: i Braulidae si sono infatti adattati a vivere sul corpo dell'ospite, comportandosi alla stregua di un parassita epizootico, le Milichia hanno invece un comportamento predatorio vero e proprio, catturando e immobilizzando le vittime per il tempo necessario a stimolarne e carpirne il rigurgito. Un'altra forma di cleptoparassitismo che a rigora è una mera forma di commensalismo, ricorre come comportamento trofico secondario fra gli adulti di molti Milichiidae, in particolare femmine: questi ditteri si nutrono dei fluidi che fuoriescono dalle vittime catturate da ragni e insetti predatori (asilidi, mantidi, reduvidi, ecc.).
Il parassitismo, in forma non obbligata, si riscontra in alcuni adulti di Carnidae, in particolare nel genere Carnus, associati agli uccelli. Questi ditteri vivono come saproparassiti epizootici sul corpo dei pulli e degli adulti che stazionano nei nidi e si nutrono a spese di sangue, secreti cutanei e detriti organici. Apparentemente parassiti ma in realtà saprofagi sono invece i moscerini chiamati eye flies o eye gnats (letteralmente mosche o moscerini dell'occhio), che si annoverano in alcuni generi dei Chloropidae (Hippelates, Neohippelates, Siphunculina) e in alcune specie dei Cryptochetidae (Cryptochetum spp.): questi insetti si nutrono dei secreti emessi dagli occhi e dalle orecchie oppure degli essudati che fuoriescono da piaghe e ferite.

### Habitat

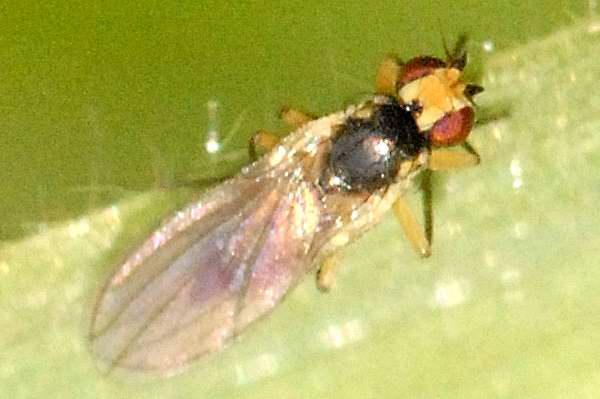
Cryptonevra sp. (Chloropidae)

In virtù degli svariati comportamenti riscontrati, i Carnoidea colonizzano un'ampia varietà di ambienti, dalle coste marine ai torrenti di montagna, dal deserto alle praterie e alle foreste, sia nel sottobosco sia nella volta, fino ai luoghi antropizzati (coltivazioni, insediamenti civili, discariche, allevamenti, apiari).
Le larve colonizzano habitat associati al loro comportamento trofico. Le forme saprofaghe possono ritrovarsi in qualsiasi ambiente ricco di materiale organico, come ad esempio le lettiere animali o vegetali, le discariche, il terreno, in luoghi aperti, nelle foreste, negli ambienti antropizzati. Le larve di alcune famiglie colonizzano anche i nidi degli uccelli, sviluppandosi fra gli escrementi e i detriti che vi si depositano, quelle dei Cloropidi fitofagi si ritrovano nei campi di cereali, nei prati e negli erbai e, più in generale, nei pascoli, nelle praterie e nelle aree umide, quelle dei Cloropidi predatori nella vegetazione o nel terreno, quelle dei Cryptochetidae nelle comunità vegetali a cui sono associati i loro ospiti. Fra gli ambienti particolari vanno ricordati quelli colonizzati dai Canacidae, rappresentati dalla zona intertidale delle coste, da stagni e paludi salmastre, rive di laghi salati, torrenti montani, cumuli di alghe.
Ancora più vario è l'ambiente in cui si ritrovano gli adulti, anche in questo caso associato al loro comportamento trofico.

## Importanza
Considerati nel loro insieme, i Carnoidea sono di limitata importanza diretta in quanto prevalentemente associati al ciclo della sostanza organica. Comportamenti trofici specifici, fra le larve o fra gli adulti, fanno sì che alcune specie o, più in generale, alcuni generi abbiano una certa importanza per le relazioni con l'Uomo. Gli aspetti di maggiore rilevanza sono i seguenti:
- Braulidae. Associata alle api, l'interesse di questa famiglia si riversa nell'apicoltura, in particolare la specie Braula coeca, considerata un'avversità minore dell'ape. In genere risulta poco dannosa e facilmente controllabile anche con accorgimenti di prevenzione di facile attuazione.
- Chloropidae fitofagi. Alcune specie associate ai cereali o alle coltivazioni foraggere possono occasionalmente rivelarsi dannose in determinate regioni. La più importante, sotto l'aspetto economico, è Oscinella frit in alcune regioni dell'Europa. In generale, comunque, i cloropidi dannosi ai cereali sono considerati avversità minori.
- Chloropidae entomofagi. Alcune specie rientrano nell'insieme generico dell'entomofauna utile in quanto antagonisti naturali di insetti fitofagi, in particolare afidi. La rilevanza del loro ruolo è comunque poco documentata.
- Cryptochetidae. Nell'ambito di questa famiglia, la sola specie di particolare interesse ai fini pratici è Cryptochetum iceryae, associata alla cocciniglia cotonosa solcata degli agrumi. Originaria dell'Australia, è stata introdotta alla fine del XIX secolo in California e in seguito in altre aree dell'America e dell'Africa per combattere la cocciniglia. L'importanza di questo dittero nella lotta biologica è stata in seguito ridimensionata dopo aver riscontrato che l'attività antagonista principale è svolta dal coccinellide Rodolia cardinalis.
- Eye flies. Appartenenti ad alcuni generi dei Chloropidae e dei Cryptochetidae, gli adulti di queste specie sono considerati dannosi in alcune regioni come insetti molesti e, secondariamente, come possibili vettori di microrganismi patogeni.

## Sistematica e filogenesi

### Problematiche

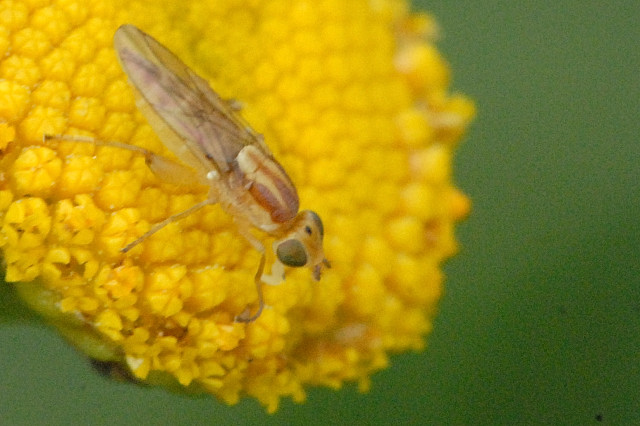
Meromyza sp. (Chloropidae)

L'eterogeneità morfologica e biologica dei Carnoidea ha reso questo gruppo di Acaliptrati di difficile e controverso inquadramento sotto l'aspetto sia filogenetico sia tassonomico. Il problema principale dell'inquadramento filogenetico delle famiglie interessate consiste nella difficoltà di individuare, nell'ambito delle molteplici plesiomorfie che ricorrono fra gli Acaliptrati, i caratteri più rilevanti come sinapomorfie, atti a definire le relazioni filogenetiche. Più accessibile è invece l'individuazione delle autapomorfie, necessarie a stabilire il carattere monofiletico dei taxa. In sostanza, l'impianto filogenetico e tassonomico verte sulle tre principali famiglie, Chloropidae, Milichiidae, Canacidae sensu lato, sulla cui affinità filogenetica c'è stato un sostanziale consenso fin dalle prime analisi. Più incerto e controverso è l'inserimento delle altre famiglie, per lo più monotipiche, per la condivisione di caratteri interpretabili, secondo l'Autore, come sinapomorfie o plesiomorfie. Questi aspetti sono alla base delle incongruenze che si sono verificate, nell'arco di circa 40 anni, nella definizione delle relazioni filogenetiche e dell'inquadramento tassonomico di alcuni gruppi sistematici, inseriti o esclusi dai Carnoidea. Del tutto enigmatica resta ancora l'effettiva collocazione dei Braulidae, che convenzionalmente vengono per lo più classificati fra i Carnoidea, ma le cui relazioni filogenetiche sono pressoché sconosciute. Sulla monofilia dei vari taxa, limitatamente al rango di famiglia, si è attualmente definito un generale consenso, soprattutto alla luce delle più recenti analisi. Il carattere monofiletico dei Carnoidea, più volte messo in dubbio per la debolezza delle argomentazioni di J.F. McAlpine, dovrebbe essere ormai accertato dopo il contributo di Buck (2006), fermo restando il dubbio sulla posizione dei Braulidae.

### Tappe storiche prima del 1989

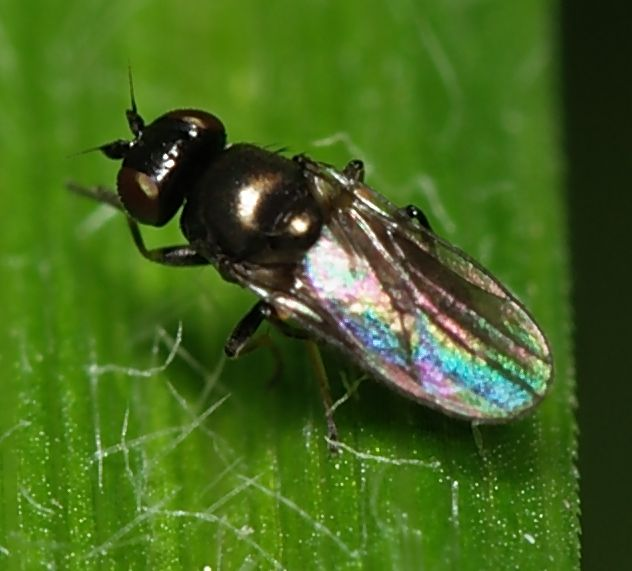
Oscinella sp. (Chloropidae)

Le trattazioni storicamente fondamentali della filogenesi degli Schizophora si devono a Willi Hennig, Graham Charles Douglas Griffiths, David Kendray McAlpine e James Francis McAlpine. Hennig sviluppò fra gli anni cinquanta e gli anni sessanta le prime proposte di revisione della sistematica, giungendo fra modifiche e integrazioni all'ultimo schema tassonomico pubblicato nel 1973. Griffiths pubblicò nel 1973 uno schema tassonomico, basato sull'esame comparato della morfologia e dell'anatomia degli uriti terminali dei maschi, che differisce radicalmente dagli altri perché stabilisce il carattere parafiletico degli Acaliptrati. D.K. McAlpine, individualmente o in collaborazione con Colless, ha pubblicato una serie di monografie fra gli anni settanta e ottanta che, nel complesso, definiscono uno schema tassonomico che integra o riadatta il primo lavoro organico, pubblicato nel 1970. J.F. McAlpine, infine, dedica un ampio capitolo del terzo volume del Manual of Nearctic Diptera alla filogenesi dei Muscomorpha, o Cyclorrhapha sensu Woodley (1989), sviluppando lo schema filogenetico-tassonomico più completo e approfondito. Lo stesso autore adotta per la prima volta il nome Carnoidea e ritratta una sua precedente impostazione tassonomica proposta nel primo volume del Manual of Nearctic Diptera (1981).
Facendo riferimento alle famiglie interessate, le tesi sostenute dai predecessori di J.F. McAlpine possono essere così riassunte:
- Colless & D.K. McAlpine (1970). I due autori australiani non riconoscevano un gruppo distinto identificabile con i Carnoidea e inclusero questi Acaliptrati nella superfamiglia Drosophiloidea, in relazione con Drosophilidae e Ephydridae. Questa superfamiglia, che formalmente dovrebbe identificarsi con gli Ephydroidea sensu J.F.McAlpine (1989), in realtà è interpretata in modo più esteso perché in sostanza comprende i Carnoidea e gli Ephydroidea definiti dal collega canadese. Dai Drosophiloidea separarono tuttavia i Carnidae, incluso il genere Australimyza, inseriti negli Opomyzoidea[4].
- Griffiths (1972). L'entomologo britannico elaborò uno schema tassonomico decisamente differente da quello dei suoi contemporanei, fra cui emerge, come si è detto, la natura parafiletica degli Acalyptratae. Nello schema di Griffiths, le famiglie Acartophthalmidae, Chloropidae, Milichiidae e Carnidae, formano un gruppo di famiglie (Chloropidae group) incluso nella prefamiglia dei Tephritoinea, in cui viene compresa, separatamente, anche la famiglia dei Tethinidae. Gli Australomyzidae sono trattati in una prefamiglia distinta (Australimyzoinea). Tephritoinea e Australomyzoinea erano inseriti nella vasta superfamiglia dei Muscoidea. I Cryptochetidae erano associati ai Lonchaeidae e inclusi nella superfamiglia Lonchaeoidea. Restavano invece separate, come incertae sedis, le famiglie Canacidae e Braulidae[2]. Il genere Risa, storicamente incluso nei Milichiidae, fu eretto al rango di famiglia da Steyskal (1968) con il nome Risidae. Griffiths incluse questa famiglia nello stesso gruppo dei Chloropidae.
- Hennig (1973). L'entomologo tedesco individuò la superfamiglia dei Chloropoidea, composta da Chloropidae, Milichiidae (includendovi anche il genere Risa) e Carnidae[5]. Gli Acartophthalmidae furono collocati nella superfamiglia Anthomyzoidea (identificabile con una parte degli Opomyzoidea sensu J.F. McAlpine) in relazione con i Clusiidae e gli Opomyzidae[6]. Furono invece inquadrate come Acalyptratae incertae sedis le famiglie Canacidae, Tethinidae, Cryptochetidae e Braulidae[7].
- Colless & D.K. McAlpine (1975). I due Autori ritrattarono la loro precedente impostazione orientandosi verso la definizione di un gruppo di famiglie distinto dai Drosophiloidea sensu stricto e identificabile con i Carnoidea sensu J.F. McAlpine. Infatti proposero la separazione dei Chloropidae, dei Milichiidae, dei Tethinidae, dei Canacidae e dei Braulidae dai Chloropoidea[8]. Più incerta appare la posizione dei Cryptochetidae: inizialmente, i due Autori ne avevano ipotizzato la possibile separazione dai Chloropoidea, ma, più tardi, la definizione di un nuovo genere di Cryptochetidae da parte di D.K. McAlpine (1976) fu occasione per sostenere il mantenimento della famiglia nell'ambito dei Chloropoidea. D.K. McAlpine, infatti, individuò il genere Librella come clade primitivo rispetto a Cryptochetum e Phanerochetum e correlato ai Drosophiloidea sensu stricto[9].
- D.K. McAlpine (1982, 1985). L'entomologo australiano offre un ulteriore contributo che sarà determinante per la futura definizione della sistematica interna dei Carnoidea. Nel 1982 definisce il nuovo genere Zale, che sarà poi rinominato nel 1985 come Zalea, includendolo nella famiglia dei Canacidae[10][11]. Con questo aggiornamento, la famiglia dei Canacidae fu suddivisa in due sottofamiglie, Canacinae e Zaleinae, quest'ultima comprendente il solo genere Zalea.

### L'impianto di James Francis McAlpine
J.F. McAlpine (1989) sviluppò lo schema filogenetico-tassonomico dei Carnoidea sulla base della relazione fra i Chloropidae e i Milichiidae. Questo schema, pur subendo diverse successive integrazioni, rappresenta l'impianto fondamentale su cui si basa l'attuale consenso sulla sistematica di questo gruppo di Acaliptrati. In sostanza, l'impostazione tassonomica di J.F. McAlpine è mutuata da quella di Hennig (1973) e ribadisce la separazione di un gruppo distinto che include famiglie storicamente assegnate ad altre due superfamiglie che, nello schema di J.F. McAlpine si identificano con gli Ephydroidea (= Drosophiloidea) e con gli Opomyzoidea. In ottemperanza agli articoli 35 e 36 del Codice Internazionale di Nomenclatura Zoologica, McAlpine propose il nuovo nome Carnoidea in luogo di Chloropoidea: pur essendo, quest'ultima, la famiglia più rappresentativa per numero di specie, il suo nome deriva da Chloropina, definito da Rondani nel 1856, mentre Carnidae deriva da Carnites, definito da Newman nel 1834.
Nel cladogramma degli Acalyptratae, McAlpine mette in relazione i Carnoidea con la superfamiglia degli Opomyzoidea, formando un clade divergente dalla linea Sphaeroceroidea+Ephydroidea:
|  | Nerioidea  |
|  |            |
|  | Diopsoidea |
|  |            |

|  | Conopoidea   |
|  |              |
|  | Tephritoidea |
|  |              |

|  | Nerioidea  |
|  |            |
|  | Diopsoidea |
|  |            |

|  | Conopoidea   |
|  |              |
|  | Tephritoidea |
|  |              |

|  | Lauxanioidea |
|  |              |
|  | Sciomyzoidea |
|  |              |

|  | Sphaeroceroidea |
|  |                 |
|  | Ephydroidea     |
|  |                 |

|  | Opomyzoidea |
|  |             |
|  | Carnoidea   |
|  |             |

|  | Sphaeroceroidea |
|  |                 |
|  | Ephydroidea     |
|  |                 |

|  | Opomyzoidea |
|  |             |
|  | Carnoidea   |
|  |             |

|  | Lauxanioidea |
|  |              |
|  | Sciomyzoidea |
|  |              |

|  | Sphaeroceroidea |
|  |                 |
|  | Ephydroidea     |
|  |                 |

|  | Opomyzoidea |
|  |             |
|  | Carnoidea   |
|  |             |

|  | Sphaeroceroidea |
|  |                 |
|  | Ephydroidea     |
|  |                 |

|  | Opomyzoidea |
|  |             |
|  | Carnoidea   |
|  |             |

|  | Nerioidea  |
|  |            |
|  | Diopsoidea |
|  |            |

|  | Conopoidea   |
|  |              |
|  | Tephritoidea |
|  |              |

|  | Nerioidea  |
|  |            |
|  | Diopsoidea |
|  |            |

|  | Conopoidea   |
|  |              |
|  | Tephritoidea |
|  |              |

|  | Lauxanioidea |
|  |              |
|  | Sciomyzoidea |
|  |              |

|  | Sphaeroceroidea |
|  |                 |
|  | Ephydroidea     |
|  |                 |

|  | Opomyzoidea |
|  |             |
|  | Carnoidea   |
|  |             |

|  | Sphaeroceroidea |
|  |                 |
|  | Ephydroidea     |
|  |                 |

|  | Opomyzoidea |
|  |             |
|  | Carnoidea   |
|  |             |

|  | Lauxanioidea |
|  |              |
|  | Sciomyzoidea |
|  |              |

|  | Sphaeroceroidea |
|  |                 |
|  | Ephydroidea     |
|  |                 |

|  | Opomyzoidea |
|  |             |
|  | Carnoidea   |
|  |             |

|  | Sphaeroceroidea |
|  |                 |
|  | Ephydroidea     |
|  |                 |

|  | Opomyzoidea |
|  |             |
|  | Carnoidea   |
|  |             |

Il cladogramma dei Carnoidea sviluppato da McAlpine individua due linee ancestrali: la prima mette in relazione i Carnidae con il genere Australimyza e, probabilmente, con la famiglia Braulidae, la seconda una relazione più complessa che vede il clade Canacidae + Tethinidae come primitivo rispetto ai clade Milichiidae + Risidae e Cryptochetidae + Chloropidae:
|  | \| \| Australimyzidae \| \| \| \| \| \| ? Braulidae \| \| \| \| |
|  |                                                                 |
|  | Carnidae                                                        |
|  |                                                                 |
|  | Australimyzidae                                                 |
|  |                                                                 |
|  | ? Braulidae                                                     |
|  |                                                                 |

|  | Australimyzidae |
|  |                 |
|  | ? Braulidae     |
|  |                 |

|  | Tethinidae |
|  |            |
|  | Canacidae  |
|  |            |

|  | Milichiidae |
|  |             |
|  | Risidae     |
|  |             |

|  | Cryptochetidae |
|  |                |
|  | Chloropidae    |
|  |                |

|  | Milichiidae |
|  |             |
|  | Risidae     |
|  |             |

|  | Cryptochetidae |
|  |                |
|  | Chloropidae    |
|  |                |

|  | Tethinidae |
|  |            |
|  | Canacidae  |
|  |            |

|  | Milichiidae |
|  |             |
|  | Risidae     |
|  |             |

|  | Cryptochetidae |
|  |                |
|  | Chloropidae    |
|  |                |

|  | Milichiidae |
|  |             |
|  | Risidae     |
|  |             |

|  | Cryptochetidae |
|  |                |
|  | Chloropidae    |
|  |                |

|  | \| \| Australimyzidae \| \| \| \| \| \| ? Braulidae \| \| \| \| |
|  |                                                                 |
|  | Carnidae                                                        |
|  |                                                                 |
|  | Australimyzidae                                                 |
|  |                                                                 |
|  | ? Braulidae                                                     |
|  |                                                                 |

|  | Australimyzidae |
|  |                 |
|  | ? Braulidae     |
|  |                 |

|  | Tethinidae |
|  |            |
|  | Canacidae  |
|  |            |

|  | Milichiidae |
|  |             |
|  | Risidae     |
|  |             |

|  | Cryptochetidae |
|  |                |
|  | Chloropidae    |
|  |                |

|  | Milichiidae |
|  |             |
|  | Risidae     |
|  |             |

|  | Cryptochetidae |
|  |                |
|  | Chloropidae    |
|  |                |

|  | Tethinidae |
|  |            |
|  | Canacidae  |
|  |            |

|  | Milichiidae |
|  |             |
|  | Risidae     |
|  |             |

|  | Cryptochetidae |
|  |                |
|  | Chloropidae    |
|  |                |

|  | Milichiidae |
|  |             |
|  | Risidae     |
|  |             |

|  | Cryptochetidae |
|  |                |
|  | Chloropidae    |
|  |                |

Nella sua discussione, McAlpine espone le seguenti considerazioni:
- Per il genere Acartophthalmus, McAlpine esclude la possibile relazione con i Chloropoidea (Griffiths, 1972) e concorda con Hennig nel ritenerlo affine ai Clusiidae. McAlpine conferma lo status di famiglia distinta, tuttavia ritiene che il genere fossile Acartophthalmites, incluso da Hennig negli Acartophthalmidae, andrebbe in realtà separato da Acartophthalmus e incluso nei Clusiidae[17].
- Il genere Australimyza è mantenuto in una famiglia distinta dai Carnidae, contrariamente a quanto sostenuto da Colless e dal McAlpine australiano, ritenendo che il clade Australimyzidae+Braulidae costituisse una linea ancestrale correlata ai Carnidae. D'altra parte, J.F. McAlpine ammette che la posizione dei Braulidae resta comunque dubbia e che l'ipotetica relazione con Australimyza è ottenuta per esclusione, non individuando nelle apomorfie dei Braulidae alcuna connessione alternativa con altre famiglie di Acaliptrati[18].
- Canacidae (incluso il genere Zalea) e Tethinidae sono mantenute come famiglie separate ma strettamente correlate. J.F. McAlpine non esclude la possibilità dell'unione in una sola famiglia, già ipotizzata dal suo omonimo australiano, tuttavia sostiene che la conferma di tale ipotesi richiede un'analisi più approfondita[19].
- Contrariamente alle tesi di D.K. McAlpine, secondo il quale i Cryptochetidae sarebbero in relazione con i Drosophiloidea, il McAlpine canadese sostiene la stretta relazione con i Chloropidae. La ragione di questa divergenza risiede nel carattere polifiletico, secondo J.F. McAlpine, dei Cryptochetidae sensu lato: D.K. McAlpine considerò il suo nuovo genere Librella una linea primitiva rispetto al clade composto dal genere Cryptochetum e dal genere fossile Phanerochaetum, sostenendo perciò la relazione con i Drosophiloidea, mentre J.F. McAlpine riteneva che sia Librella sia Phanerochaetum dovrebbero essere separati da Cryptochetum e spostati negli Ephydroidea (Drosophiloidea sensu D.K. McAlpine) per metterli in relazione con gli Ephydridae[20].
- La famiglia Risidae viene mantenuta separata dai Milichiidae. Questa famiglia, all'epoca, comprendeva il genere Risa (storicamente incluso nei Milichidae) e il genere Achaetorisa, definito da Papp (1980) a volte considerato sottogenere di Risa. L'elevazione di Risa al rango di famiglia si deve a Papp, il quale ipotizzò una probabile relazione con gli Ephydridae. J.F. McAlpine non concorda con l'ipotesi di Papp e, anzi, sostiene la stretta relazione con i Milichiidae, affermando che non va esclusa a priori l'ipotesi che entrambi i generi possano far parte dei Milichiidae[21].

### Gli sviluppi successivi al 1989
Dopo la pubblicazione del Manual of Nearctic Diptera, nell'arco di quasi un ventennio si sono succedute diverse discussioni che in parte sostengono il sostanziale impianto, in parte lo contestano o lo integrano, ma l'accavallamento delle analisi rende a tutti gli effetti ancora incerta e controversa l'intera materia. Gli aspetti più controversi riguardano la posizione tassonomica degli Acartophthalmidae e dei Cryptochetidae, mentre le altre integrazioni allo schema di McAlpine si collocano nell'ambito di un processo di sviluppo derivato dagli approfondimenti. Gli aspetti critici del cladogramma di J.F. McAlpine sono i seguenti:
1. Carattere monofiletico dei Carnoidea. J.F. McAlpine, a prescindere da alcuni casi specifici che richiederebbero ulteriori approfondimenti e relative revisioni, sostiene la sostanziale monofilia dei Carnoidea, giustificando perciò il suo schema tassonomico. Fra le critiche esposte successivamente va citata anche la possibile natura parafiletica della superfamiglia; in particolare, Brake (2000, 2007), trattando la filogenesi dei Milichiidae, considera deboli le argomentazioni fondamentali esposte da J.F. McAlpine per stabilire le apomorfie dei Carnoidea[22][23]. La monofilia dei Carnoidea, con gli sviluppi successivi al 1989, è invece confermata dall'analisi di Buck (2006)[24].
2. Posizione dei Cryptochetidae. La posizione sistematica dei Cryptochetidae rappresenta una delle principali controversie fra le tesi dei due McAlpine. I Cryptochetidae sono stati rimossi dai Carnoidea da Wheeler (1994) e Brake (2000) ha escluso la loro relazione filogenetica con i Chloropidae e i Milichiidae[22][23][25]. Buck (2006) ha riportato i Cryptochetidae nella superfamiglia, ma a differenza di quanto sostenuto da J.F. McAlpine, la colloca come clade primitivo rispetto alla linea Chloropidae+Milichiidae[24].
3. Posizione dei Risidae. L'ipotesi originaria di Papp (1977), che sosteneva l'affinità del genere Risa con la famiglia degli Ephydridae, è stata confermata da Freidberg et al. (1998), che hanno formalizzato lo spostamento del genere Risa negli Ephydridae[26]. Questa nuova collocazione ricorre dal 1998 in poi, anche se fa riferimento generalmente agli stessi autori della revisione[27][28][29]. Per quanto riguarda il genere Achaetorisa, in alcune fonti è trattato come genere distinto da Risa ma incluso negli Ephydridae, altre come sottogenere di Risa[29][30].
4. Posizione degli Acartophthalmidae. La tesi di J.F. McAlpine, che sosteneva la relazione fra Acartophthalmidae e Clusiidae, è stata definitivamente abbandonata nelle discussioni più recenti, che sostengono invece l'affinità con i Carnoidea, anche se non ancora chiarita nei dettagli. Brake (2000) ne ha sostenuto la posizione come linea primitiva del clade Chloropidae+Milichiidae[22][23]. Buck (2006) conferma l'appartenenza ai Carnoidea ma respinge la tesi di Brake, lasciando aperto il dubbio dell'effettiva collocazione della famiglia rispetto agli altri Carnoidea[24]. Nonostante queste incertezze, ancora irrisolte, altre fonti sostengono lo spostamento degli Acartophthalmidae nei Carnoidea da parte di Brake e Buck[31][32][33][34].
5. Inquadramento sistematico dei Canacidae e dei Tethinidae. Fin dagli anni ottanta si ipotizzava una possibile unione di queste due famiglie, ma questa ipotesi si è effettivamente rafforzata negli anni novanta: Freiberg (1995) descrive il nuovo genere Suffomyia inserendolo nei Canacidae all'interno della sottofamiglia Zaleinae[35]. Il riesame delle relazioni filogenetiche da parte di Friedberg vede gli Zaleinae come clade intermedio fra la sottofamiglia dei Canacinae e la famiglia dei Tethinidae e si fa strada la proposta di unificazione delle famiglie. Negli anni successivi, pur trattando formalmente Canacidae e Tethinidae come famiglie distinte, diversi Autori fanno riferimento ad un insieme aggregato e Buck (2006) accerta la natura parafiletica dei Tethinidae rispetto ai Canacidae[24]. L'unificazione dei tradizionali Canacidae e Tethinidae in un'unica famiglia è stata formalmente proposta da D.K. McAlpine (2007), con il nome di Canacidae[36].
6. Posizione dei genere Australimyza. A seguito della definizione del nuovo genere Inbiomyia (Buck, 2006) viene meglio definita la relazione filogenetica fra i Carnidae e Australimyza con le sue implicazioni tassonomiche: secondo Buck, Inbiomyia e Australimyza formano un clade monofiletico rispetto ai Carnidae, perciò vanno considerate famiglie distinte, composte rispettivamente da un solo genere[24]. Viene perciò confermata la distinzione della famiglia Australimyzidae e ai Carnoidea si aggiunge la nuova famiglia degli Inbiomyidae.

### Orientamenti attuali
Sulla base dei contributi sviluppati nel corso degli anni novanta e duemila, l'orientamento attuale conferma l'esistenza della superfamiglia Carnoidea secondo l'impianto originario di J.K. McAlpine (1989) modificato dalle revisioni di Freidberg et al. (1998), Buck (2006) e D.K. McAlpine (2007). Accertata l'appartenenza degli Acartophthalmidae alla superfamiglia dei Carnoidea, ne resta ancora sconosciuta l'effettiva collocazione nell'albero filogenetico. Ancora incerta resta anche la collocazione dei Braulidae, che convenzionalmente vengono ancora classificati fra i Carnoidea, pur non essendoci solide basi filogenetiche per questa posizione tassonomica. Il cladogramma di J.F. McAlpine, adattato secondo le suddette integrazioni, sarebbe così strutturato:
|  | \| \| Australimyzidae \| \| \| \| \| \| Inbiomyiidae \| \| \| \| |
|  |                                                                  |
|  | Carnidae                                                         |
|  |                                                                  |
|  | Australimyzidae                                                  |
|  |                                                                  |
|  | Inbiomyiidae                                                     |
|  |                                                                  |

|  | Australimyzidae |
|  |                 |
|  | Inbiomyiidae    |
|  |                 |

|  | Cryptochetidae                                              |
|  |                                                             |
|  | \| \| Milichiidae \| \| \| \| \| \| Chloropidae \| \| \| \| |
|  |                                                             |
|  | Milichiidae                                                 |
|  |                                                             |
|  | Chloropidae                                                 |
|  |                                                             |

|  | Milichiidae |
|  |             |
|  | Chloropidae |
|  |             |

|  | Cryptochetidae                                              |
|  |                                                             |
|  | \| \| Milichiidae \| \| \| \| \| \| Chloropidae \| \| \| \| |
|  |                                                             |
|  | Milichiidae                                                 |
|  |                                                             |
|  | Chloropidae                                                 |
|  |                                                             |

|  | Milichiidae |
|  |             |
|  | Chloropidae |
|  |             |

|  | \| \| Australimyzidae \| \| \| \| \| \| Inbiomyiidae \| \| \| \| |
|  |                                                                  |
|  | Carnidae                                                         |
|  |                                                                  |
|  | Australimyzidae                                                  |
|  |                                                                  |
|  | Inbiomyiidae                                                     |
|  |                                                                  |

|  | Australimyzidae |
|  |                 |
|  | Inbiomyiidae    |
|  |                 |

|  | Cryptochetidae                                              |
|  |                                                             |
|  | \| \| Milichiidae \| \| \| \| \| \| Chloropidae \| \| \| \| |
|  |                                                             |
|  | Milichiidae                                                 |
|  |                                                             |
|  | Chloropidae                                                 |
|  |                                                             |

|  | Milichiidae |
|  |             |
|  | Chloropidae |
|  |             |

|  | Cryptochetidae                                              |
|  |                                                             |
|  | \| \| Milichiidae \| \| \| \| \| \| Chloropidae \| \| \| \| |
|  |                                                             |
|  | Milichiidae                                                 |
|  |                                                             |
|  | Chloropidae                                                 |
|  |                                                             |

|  | Milichiidae |
|  |             |
|  | Chloropidae |
|  |             |

? Acartophthalmidae ? Braulidae

### Suddivisione sistematica

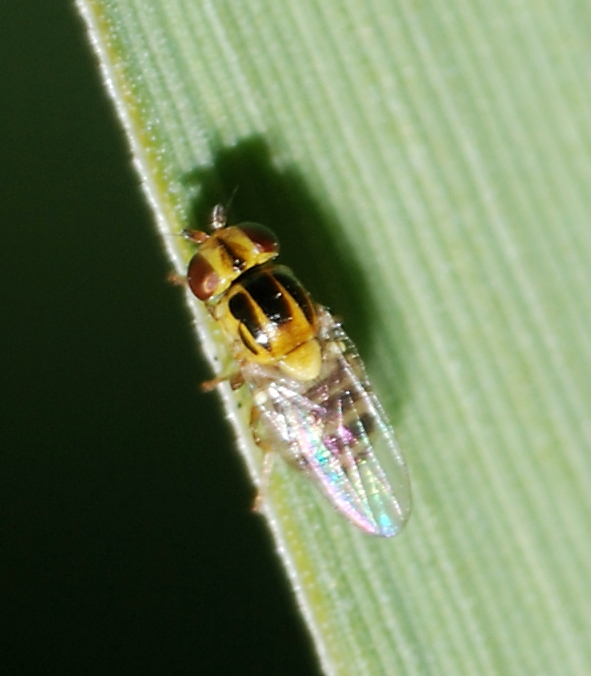
Thaumatomyia sp. (Chloropidae)

La superfamiglia dei Carnoidea risulta suddivisa in nove famiglie secondo il seguente schema:
- Famiglia Acartophthalmidae Czerny, 1928. Comprende il solo genere vivente Acartophthalmus, con quattro specie, e il genere estinto Acartophthalmites.
- Famiglia Australimyzidae Griffiths, 1972. Comprende il solo genere Australimyza, con nove specie.
- Famiglia Braulidae Egger, 1853 (1846). Comprende i due generi Braula e Megabraula, rispettivamente con cinque e due specie.
- Famiglia Canacidae Jones, 1906. Comprende circa 300 specie ripartite fra 24 generi in tre sottofamiglie:
  - Apetaeninae (un solo genere con sei specie)
  - Canacinae (dieci generi con poco più di cento specie)
  - Horaismopterinae (due generi con quattro specie)
  - Pelomyiinae (tre generi con circa 40 specie)
  - Tethininae (sei generi con circa 120 specie)
  - Zaleinae (due generi con 16 specie)
- Famiglia Carnidae Newman, 1834. Comprende circa 90 specie viventi ripartite fra cinque generi (Carnus, Enigmocarnus, Hemeromyia, Meoneura, Neomeoneurites), oltre ad un sesto genere estinto (Meoneurites).
- Famiglia Chloropidae Rondani, 1856. È il raggruppamento più ricco, con circa 4000 specie, di cui circa 2800 classificate e ripartite fra un numero incerto di generi, dell'ordine di 160-180. Sistematicamente si suddivide in tre sottofamiglie:
  - Chloropinae
  - Oscinellinae
  - Siphonellopsinae
- Famiglia Cryptochetidae Brues & Melander, 1932. Comprende 33 specie viventi, di cui 32 appartenenti al genere Cryptochetum e una al genere Librella. La famiglia comprende inoltre il genere estinto Phanerochaetum.
- Famiglia Inbiomyiidae Buck, 2006. Comprende il solo genere Inbiomyia con 14 specie, di cui tre non ancora classificate.
- Famiglia Milichiidae Schiner, 1862. Comprende circa 340 specie viventi, di cui poco più di 270 classificate e ripartite fra 19 generi. La famiglia comprende inoltre un genere estinto. Sistematicamente è suddivisa in tre sottofamiglie:
  - Madizinae (tre generi con 75 specie)
  - Milichiinae (sei generi con 125 specie)
  - Phyllomyzinae (dieci generi con 76 specie)